# Championnat d'Europe de football
Cet article traite de l'épreuve masculine. Pour la compétition féminine, voir Championnat d'Europe féminin de football.
Le championnat d'Europe de football, appelé communément Euro depuis le début des années 1980 et de façon officielle depuis 1996, est une compétition européenne entre les meilleures sélections nationales masculines de football, organisée par l'UEFA. Imaginé dès 1927 par Henri Delaunay, il est créé en 1956 sous le nom de Coupe d'Europe des nations, qui se déroule tous les quatre ans, alternant les années paires avec la Coupe du monde. Sa première édition se tient en 1960. Il est rebaptisé championnat d'Europe des nations en 1968, lors du changement de formule qui voit l'introduction d'une phase de poules au tour préliminaire.
Des compétitions équivalentes existent dans les cinq autres unions continentales. Sur le plan sportif, l'Euro est, avec la Copa América, la compétition internationale de football la plus prestigieuse après la Coupe du monde. L'équipe la plus titrée à l'Euro est l'Espagne avec quatre titres, l'Allemagne avec trois sacres et l'Italie ainsi que la France qui comptent respectivement deux titres. Dix nations en tout figurent au palmarès de la compétition depuis 1960.
L'équipe d'Espagne a remporté en juillet 2024 la 17e édition de l'Euro.

## Histoire

### Débuts

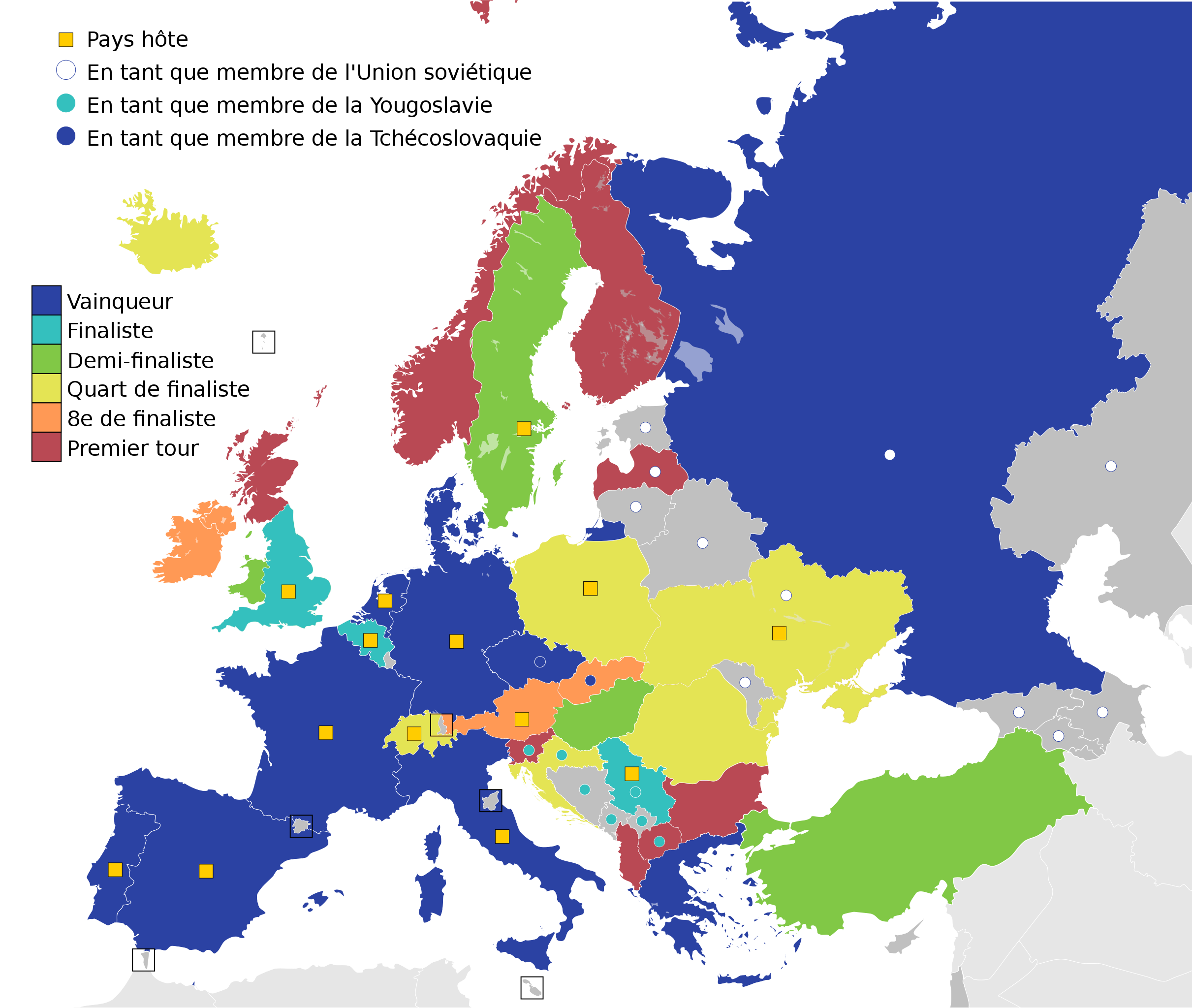
Carte des meilleurs résultats de chaque pays lors des championnats d'Europe de football

En 1927, le secrétaire général de la Fédération française de football, Henri Delaunay, émet l'idée d'organiser une compétition internationale continentale sur le territoire européen, mais le projet n'aboutit pas en l'absence d'une organisation européenne tandis que la FIFA concentre tous ses efforts sur la Coupe du monde naissante. En 1954, l'UEFA voit le jour et étudie ce projet. Elle annonce que la première édition aura lieu en 1960.
La première Coupe d'Europe des nations débute sous un format classique de coupe à élimination directe où les équipes s'affrontent en matchs aller-retour, à commencer par un tour préliminaire (dont sont exemptées un certain nombre d'équipes en fonction du nombre total d'inscrits), suivi de huitièmes de finale et quarts de finale. Les quatre demi-finalistes issus de cette première phase choisissent un pays hôte pour y disputer le tournoi final comprenant les demi-finales (sur un match), le match de la troisième place et la finale.
Seulement dix-sept nations (aucune britannique) sont inscrites à la première édition de 1960 qui s'achève en France. Le tout premier match de la Coupe des nations a lieu à Moscou le 28 septembre 1958, où l'URSS rencontre la Hongrie en match aller de huitièmes de finale. La finale, jouée à Paris le 10 juillet 1960, est remportée 2-1 par l'URSS emmenée par Lev Yachine face à la Yougoslavie après prolongation. L'URSS devient ainsi la première nation à inscrire son nom au palmarès. Il s'agit de son seul trophée continental. On note que le quart de finale entre l'Espagne et l'URSS fut controversé. Aucun des deux matchs prévus n'eut lieu, les Espagnols, par l'intermédiaire de Franco, refusant de rencontrer l'équipe soviétique. L'URSS se qualifia donc par forfait pour le dernier carré.
Lors de la seconde édition, en 1964, la compétition est de nouveau perturbée par des enjeux politiques, en effet, la Grèce refuse d'affronter l'Albanie en raison d'un conflit entre les deux nations. La phase finale a lieu en Espagne où la sélection ibérique bat son homologue soviétique, tenante du titre, 2-1 à Madrid devant 125 000 spectateurs.
| Édition | Champion                 |
| ------- | ------------------------ |
| 1960    | Union soviétique         |
| 1964    | Espagne                  |
| 1968    | Italie                   |
| 1972    | Allemagne de l'Ouest     |
| 1976    | Tchécoslovaquie          |
| 1980    | Allemagne de l'Ouest (2) |
| 1984    | France                   |
| 1988    | Pays-Bas                 |
| 1992    | Danemark                 |
| 1996    | Allemagne (3)            |
| 2000    | France (2)               |
| 2004    | Grèce                    |
| 2008    | Espagne (2)              |
| 2012    | Espagne (3)              |
| 2016    | Portugal                 |
| 2020    | Italie (2)               |
| 2024    | Espagne (4)              |

Pour l'édition 1968, l'UEFA renomme sa compétition en Championnat d'Europe des Nations et améliore le format. La formule du tour préliminaire à élimination directe (auquel toutes les équipes ne participent pas) ne donne pas satisfaction et pose un problème d'organisation avec le nombre croissant d'inscriptions. Le tour préliminaire et les huitièmes de finale sont ainsi remplacés par une phase de poules qui présente l'avantage d'être insensible au nombre total de participants. Les équipes engagées sont réparties en huit groupes, et celles arrivant en tête de chaque groupe se qualifient pour les quarts de finale (par matchs aller-retour). La formule pour la fin de la compétition reste inchangée, les quatre demi-finalistes disputent la phase finale qui a lieu cette année là en Italie. C'est le pays organisateur, qui remporte l'épreuve contre la Yougoslavie, grâce à sa victoire 2-0 lors de la finale rejouée à la suite d'un premier match nul 1-1 après prolongation. Cette victoire permet aux Italiens d'oublier leur surprenante élimination à la Coupe du monde 1966 contre la Corée du Nord. La Squadra Azzurra passa néanmoins à un côté de pièce de l'élimination puisqu'elle se qualifia lors de sa demi-finale face à l'URSS par... tirage au sort ! Les deux équipes ayant fait nul, la séance de tirs au but n'existant pas encore (elle ne sera instaurée que pour la Coupe du monde 1970, deux ans plus tard) et les délais ne permettant pas de rejouer le match, l'arbitre procéda à un « pile ou face » à l'issue de la prolongation qui tourna à l'avantage des Italiens.
Pour l'épreuve de 1972, le même schéma est retenu, et c'est au tour de la Belgique d'organiser la phase finale. L'Allemagne de l'Ouest avec Gerd Müller remporte l'édition en battant l'URSS 3-0.
Au cours de l'édition de 1976, le format est de nouveau reconduit, la phase finale ayant lieu en Yougoslavie. La compétition est remportée par la Tchécoslovaquie contre l'Allemagne de l'Ouest aux tirs au but et sans que le match ne soit rejoué au préalable alors qu'il aurait pourtant dû l'être, il s'agit d'une double première. Cette séance de tirs au but est aussi restée dans les mémoires grâce au Tchécoslovaque Antonín Panenka qui offre le titre à la Tchécoslovaquie en réussissant son penalty avec une pichenette en plein centre de la cage tenue par Sepp Maier, un geste qui depuis porte son nom.

### Élargissement à huit équipes pour la phase finale
Pour l'édition de 1980, l'UEFA modifie le format de la compétition. Les quarts de finale par match aller-retour sont abandonnés. En plus du pays organisateur, qualifié d'office, les vainqueurs des poules préliminaires, au nombre de sept (au lieu de huit précédemment) sont directement qualifiés pour la phase finale désormais élargie à huit équipes. Les équipes sont réparties en deux groupes de quatre équipes, et le vainqueur de chaque groupe se qualifie pour la finale. L'Allemagne de l'Ouest est sacrée championne d'Europe pour la seconde fois, cette fois-ci en l'emportant en finale contre la Belgique 2-1 grâce à un doublé de Horst Hrubesch.
Pour l'Euro 1984 qui se déroule en France, le format est retouché : les deux premiers de chaque groupe disputent une demi-finale pour pouvoir accéder à la finale. La France remporte l'épreuve à domicile en s'imposant 2-0 en finale contre l'Espagne, grâce à des buts de Michel Platini et de Bruno Bellone. Lors de la compétition, Platini marque un total record de neuf buts, deux du pied gauche, cinq du pied droit et deux de la tête. Ce record n'a toujours pas été battu, la deuxième meilleure performance d'un buteur au cours d'un Euro étant de six buts. L'UEFA, soucieuse à l'époque de limiter le nombre de matchs, supprime le match pour la troisième place en contrepartie de l'ajout des demi-finales.
Pour l'édition de 1988 qui se déroule en Allemagne de l'Ouest, c'est au tour de Marco van Basten de devenir l'homme du tournoi en permettant aux Pays-Bas de s'imposer en finale contre l'URSS grâce à un but qui sera désigné le plus beau du tournoi.
Le même format est reconduit une dernière fois pour l'Euro 1992 qui se déroule en Suède. La Yougoslavie, qui avait brillamment obtenu sa qualification, est exclue de la phase finale en raison de la guerre civile qui s'y déroule. Elle est remplacée à la dernière minute par son dauphin dans la poule de qualification, le Danemark, qui... remporte le tournoi à la surprise générale en s'imposant 2-0 en finale face à l'Allemagne réunifiée.

### Élargissement à seize équipes pour la phase finale

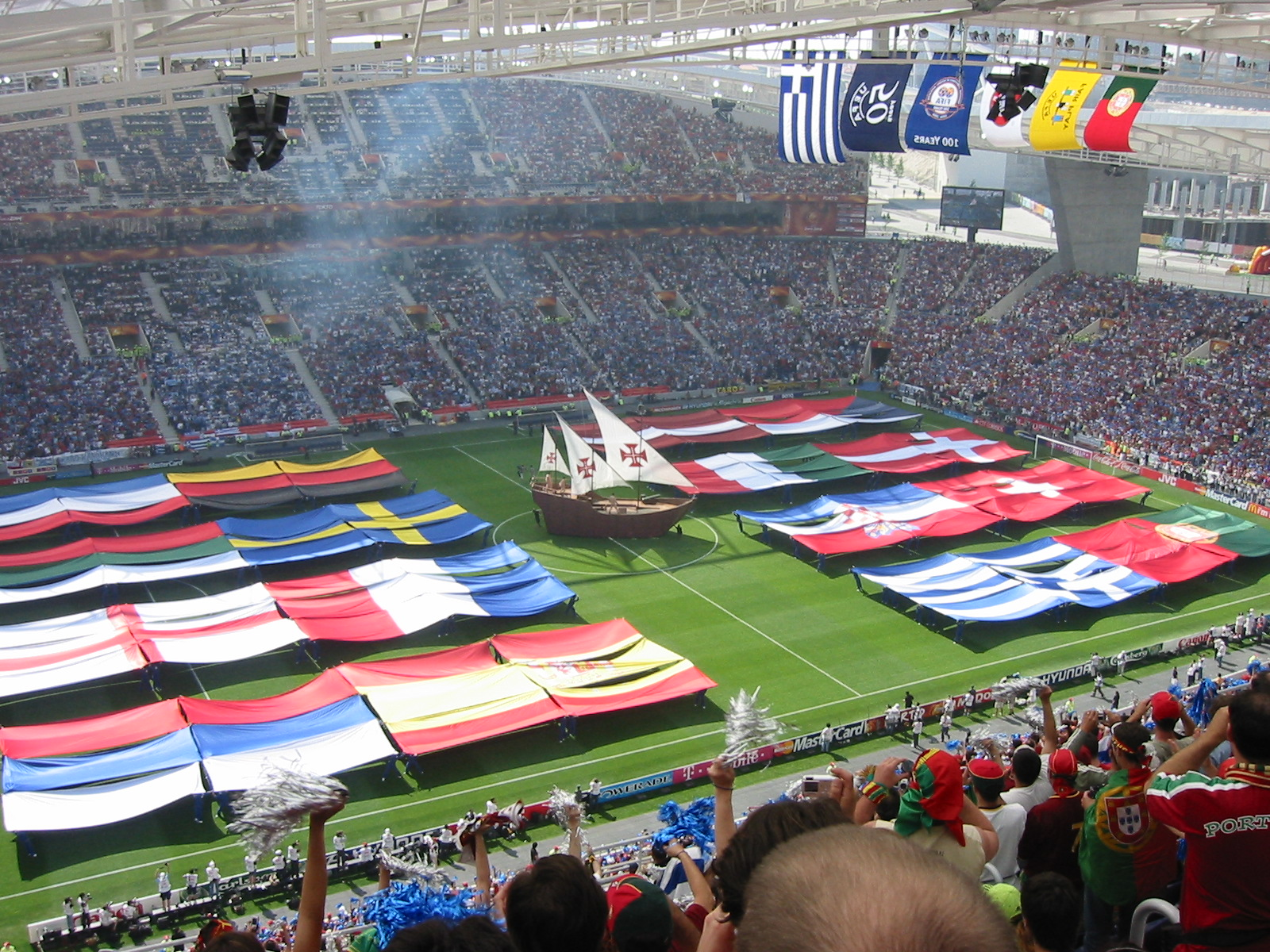
Cérémonie d'ouverture de l'Euro 2004 au Portugal.

Après l'éclatement de l'Union soviétique, un nombre important de nouvelles nations adhèrent à l'UEFA à partir de 1992. Israël rejoint également l'UEFA en raison de sa mauvaise entente avec les nations arabes. Avec des qualifications concernant 48 nations au lieu des 32 pour les précédentes campagnes, l'UEFA élargit le nombre de participants à la phase finale de huit à seize équipes à partir de l'Euro 1996 qui se déroule en Angleterre. Le format de la phase finale change avec la mise en place de quatre poules de quatre équipes au premier tour, les deux premiers de chaque poule se qualifiant pour les quarts de finale. La nouvelle règle du but en or est mise en pratique. C'est d'ailleurs par l'application de cette règle que l'Allemagne remporte le titre contre la Tchéquie, grâce à un but d'Oliver Bierhoff en prolongation, sans avoir à jouer plus de 95 minutes.
Pour l'Euro 2000, l'UEFA accorde l'organisation de la phase finale à deux nations : la Belgique et les Pays-Bas. C'est de nouveau par un but en or que le vainqueur est désigné; en effet, la France championne du monde en titre égalise dans le temps additionnel de la seconde mi-temps et arrache la prolongation en finale contre l'Italie, puis obtient le titre au bout de 103 minutes de jeu, David Trezeguet marquant le but de la victoire.
L'Euro 2004 est organisé au Portugal, la règle du but en or est remplacée par celle du but en argent. La Grèce s'impose 1-0 contre le pays organisateur.
L'Euro 2008 se déroule en Suisse et en Autriche avec un format similaire au précédent Euro. La règle du but en or ou en argent est supprimée. C'est l'Espagne qui remporte le tournoi en battant l'Allemagne en finale sur le score de 1 à 0.
L'Euro 2012, toujours à 16 participants, se déroule en Pologne et en Ukraine. L'Espagne remporte à nouveau le trophée en dominant largement l'Italie en finale sur le score de 4 à 0. Ce score est l'écart de buts le plus large pour une finale d'une compétition majeure. L'Espagne enchaîne également un triplé inédit Euro - Coupe du monde - Euro à cette occasion.

### Élargissement à vingt-quatre équipes pour la phase finale
L'Euro 2016 se déroule en France et change de formule. Désormais 24 nations (au lieu de 16) sont présentes en phase finale. Dans une interview donnée au journal France Football du mardi 30 novembre 2012, Jacques Lambert le président du comité d'organisation statuait sur le format de la compétition : six groupes de quatre équipes au premier tour dont les deux premières sont qualifiées pour les huitièmes de finale, ainsi que les quatre meilleurs troisièmes. Le Portugal profite de ce format pour être le premier repêché du premier tour (en tant que meilleur 3e de poule) d'un tournoi à remporter le sacre. Cette nouvelle formule est reconduite à l'identique pour l'Euro 2020 qui est finalement reporté d'un an et disputé en 2021.

## Organisation
La compétition est organisée depuis l'origine tous les quatre ans les années paires en décalage de deux ans avec la Coupe du monde. L'UEFA supervise toute l'organisation que cela soit sur le plan sportif, réglementaire, commercial et financier. Le choix du pays ou des pays organisateurs s'effectue après déposition des candidatures cinq ans au moins avant le tournoi final par un vote au sein du comité exécutif de l'UEFA.
De 1960 à 1976, le choix du pays organisateur s'effectue par un accord entre les quatre demi-finalistes, avant que l'UEFA met en place une phase finale élargie avec des matchs de poules à partir de 1980. Trois pays ont déjà organisé la compétition à deux, voire trois reprises : la France (1960, 1984 et 2016), la Belgique (1972 et 2000) et l'Italie (1968 et 1980). L'UEFA privilégie cependant la diversité sur son choix. C'est ainsi que l'on a pu voir de nombreux pays organiser ce tournoi (Espagne, Yougoslavie, Allemagne, Suède, Angleterre, Pays-Bas, Portugal) et les Championnats d'Europe suivants ne dérogent pas à la règle puisqu'en 2008 ce fut au tour du tandem Suisse-Autriche puis du tandem Pologne-Ukraine en 2012.
Un certain nombre de stades sont retenus pour le déroulement de la compétition. Pour être choisis, ces stades doivent respecter des normes strictes fixées par l'UEFA.

## Déroulement de la compétition
La compétition comprend une phase qualificative et un tournoi final. Le nombre toujours croissant d'inscrits et le succès grandissant du Championnat d'Europe incite l'UEFA à développer le tournoi final en augmentant le nombre de participants. De quatre de 1960 à 1976, la phase finale passe ainsi à huit de 1980 à 1992, puis à seize de 1996 à 2012, et enfin à vingt-quatre à partir de 2016. Depuis 1980, tout pays organisateur de la phase finale y est qualifié d'office.

### Phase de qualification
Dix-sept nations prennent part à la première édition en 1960 se terminant par un tournoi à quatre équipes. Similaire à celle de la Coupe d'Europe des clubs, la compétition est une succession de tours (préliminaire, huitièmes de finale, quarts de finale) par match aller-retour à élimination directe. La formule est reconduite en 1964, mais, en raison du problème posé par le nombre de participants, l'UEFA remplace pour les éditions suivantes (de 1968 à 1976) le tour préliminaire et les huitièmes de finale par des groupes de qualification (huit au total) où chaque équipe à l'intérieur de son groupe dispute un mini-championnat avec match aller-retour. Le premier de chaque groupe se qualifie pour les quarts de finale. En 1980 la mise en place d'un véritable tournoi final à huit équipes (au lieu de quatre) avec désignation anticipée du pays-hôte (qualifié d'office) entraine une modification de la phase qualificative. La partie à élimination directe (quarts de finale) est supprimée et chaque vainqueur de groupe de qualification est qualifié directement pour le tournoi final. Cette réforme ne rend pas la phase de qualification plus facile pour autant : tandis que le nombre de membres affiliés à l'UEFA augmente (33 nations), le nombre de groupes de la phase préliminaire diminue de huit à sept (en raison de la huitième place réservée au pays organisateur, qualifié d'office).
Un second bouleversement a lieu pour l'Euro 1996 à la suite de l'explosion de l'Union soviétique et de la Yougoslavie. 47 nations sont alors affiliées à l'UEFA, et quinze places sont mises en jeu pour la phase finale (l'Angleterre étant qualifiée d'office en tant que pays-hôte). Les sept groupes qualificatifs qui concernaient quatre à cinq nations passent à huit groupes de cinq à six nations. Pour l'Euro 2004 qui a lieu au Portugal, dix groupes de cinq nations sont mis en place, tous les premiers se qualifient et les deuxièmes s'affrontent en barrages pour les cinq places restantes. Pour l'Euro 2008, l'UEFA met en place sept groupes de sept à huit nations, les deux premiers de chaque groupe se qualifient pour la phase finale.

### Phase finale
De 1960 à 1976, la phase finale comprend seulement les demi-finales, le match pour la troisième place et la finale, et se déroule dans l'un des quatre pays qualifiés.
De 1980 à 1992, huit nations participent à la phase finale. Elles sont réparties en deux poules de quatre. En 1980, chaque poule voit le premier se qualifier pour la finale et le second disputer le match pour la troisième place. À partir de 1984 la formule est reconduite à la seule différence que les deux premiers de chaque poule se qualifient pour les demi-finales (qui déterminent les deux finalistes), matchs rajoutés en échange de l'abandon du match pour la troisième place.
De 1996 à 2012, le tournoi final concerne seize équipes, réparties en quatre poules de quatre équipes, les deux premiers se qualifient pour les quarts de finale, suivis des demi-finales et de la finale.
À partir de l'Euro 2016, 24 équipes réparties en 6 poules de 4 disputent la phase finale. Les deux premiers de chaque groupe ainsi que les 4 « meilleurs troisièmes » se qualifient pour les huitièmes de finale, qui sont normalement suivis de quarts de finale etc. Michel Platini, alors président de l'UEFA au moment de la décision du passage à vingt-quatre équipes, en a déjà fait l'expérience en tant que joueur, car cette formule, qui permet à seize équipes de disputer au minimum quatre matchs, a été utilisée en Coupe du monde de 1986 à 1994.
L'écart du nombre de participants en phase finale entre les années 1960 et 2020 rend délicates les comparaisons entre éditions du Championnat d'Europe. Deux périodes se distinguent cependant clairement l'une de l'autre : de 1960 à 1976 les huitièmes de finale (éventuels) et quarts de finale sont disputés hors tournoi (c'est-à-dire avant), alors qu'à partir de 1980 les éventuels huitièmes et quarts de finale sont joués lors de la phase finale.

### Participation
| Édition                         | Édition                         | 1960 | 1964 | 1968 | 1972 | 1976 | 1980 | 1984 | 1988 | 1992 | 1996 | 2000 | 2004 | 2008 | 2012 | 2016 | 2020 | 2024 |
| ------------------------------- | ------------------------------- | ---- | ---- | ---- | ---- | ---- | ---- | ---- | ---- | ---- | ---- | ---- | ---- | ---- | ---- | ---- | ---- | ---- |
| Phase finale                    | Phase finale                    | 4    | 4    | 4    | 4    | 4    | 8    | 8    | 8    | 8    | 16   | 16   | 16   | 16   | 16   | 24   | 24   | 24   |
| Qualifiés                       | d'office                        | 0    | 0    | 0    | 0    | 0    | 1    | 1    | 1    | 1    | 1    | 2    | 1    | 2    | 2    | 1    | 0    | 1    |
| Qualifiés                       | sur le terrain                  | 4    | 4    | 4    | 4    | 4    | 7    | 7    | 7    | 7    | 15   | 14   | 15   | 14   | 14   | 23   | 24   | 23   |
| Participants aux qualifications | Participants aux qualifications | 17   | 29   | 31   | 32   | 32   | 31   | 32   | 32   | 33   | 47   | 49   | 50   | 50   | 51   | 53   | 55   | 53   |
| Total des inscrits              | Total des inscrits              | 17   | 29   | 31   | 32   | 32   | 32   | 33   | 33   | 34   | 48   | 51   | 51   | 52   | 53   | 54   | 55   | 55   |

Ce tableau montre, pour chaque édition, le nombre de nations inscrites (Total), le nombre de nations prenant part à la phase finale (Phase finale), le nombre de nations qualifiées d'office en tant que pays-hôtes (Qualifiés d'office), le nombre de nations ayant pris part aux qualifications et parvenant à se qualifier pour la phase finale (Qualifiés sur le terrain), et le nombre de nations ayant pris part aux qualifications (Participants). Pour l'édition 2016, le pays qualifié d'office (France) est affecté à un groupe de qualification et dispute des matchs amicaux aller-retour contre l'ensemble des membres de ce groupe, ceci afin de régler le problème lié à la recherche d'une équipe disponible pour jouer en amical aux dates réservées pour les compétitions officielles.

## Le trophée

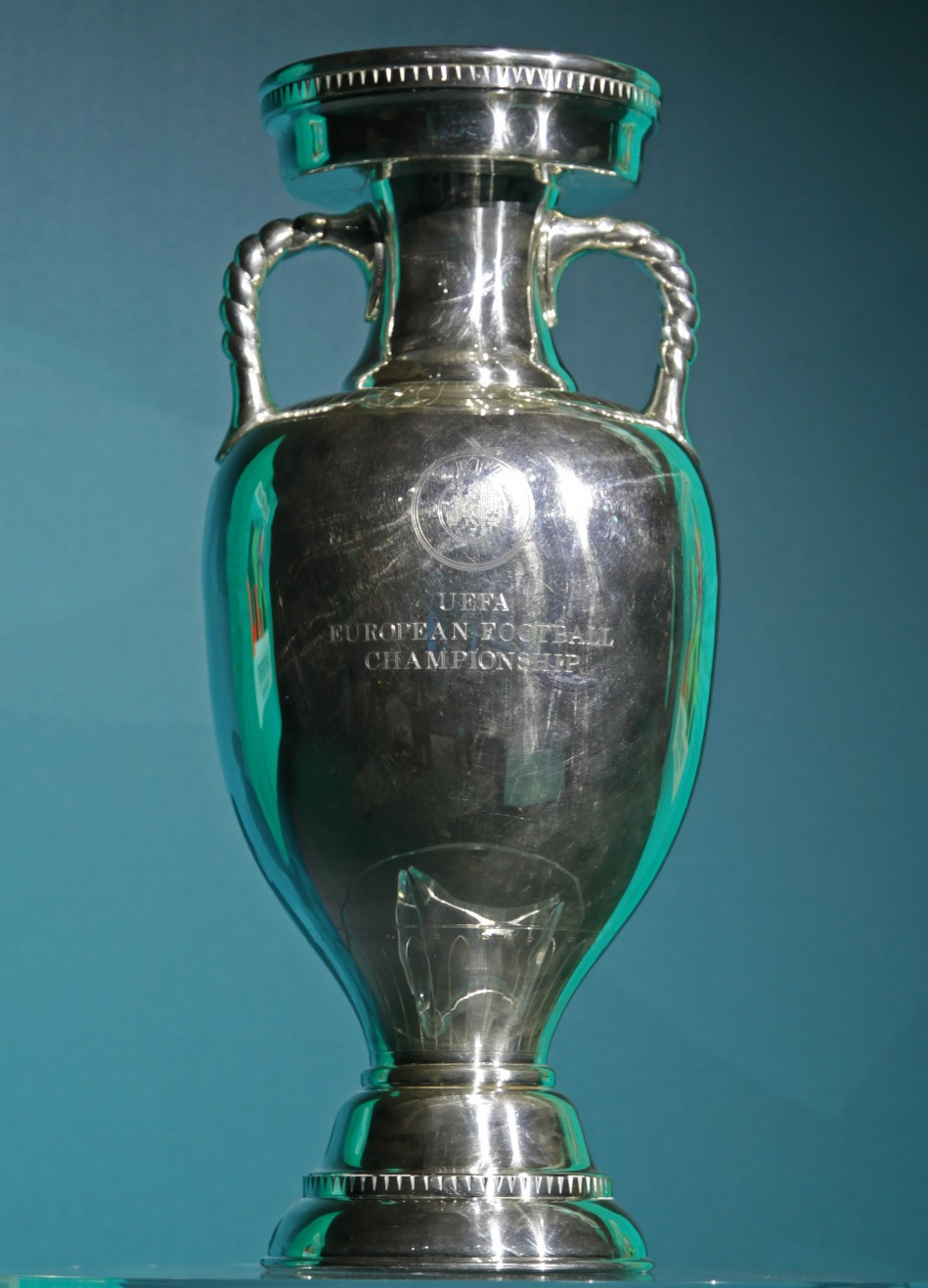
Coupe Henri Delaunay.

La coupe Henri-Delaunay, qui récompense le vainqueur du Championnat d'Europe, a été nommée ainsi en hommage à Henri Delaunay qui était à l'origine du projet, mais est décédé cinq ans avant la première édition de 1960. Ce trophée en argent a été créé par M. Chobillon (déjà auteur de celui de la Coupe de France) de la maison Arthus-Bertrand à Paris en 1960 et a coûté 20 251 francs français (3 087 euros). Sa valeur est estimée à 35 000 francs suisses (22 500 euros). Il pèse huit kilos, socle compris. Il mesure 42 cm et 50 cm avec le socle, et y sont inscrits les noms des vainqueurs, qui en reçoivent une réplique réduite.
Dans le cas où une nation remporterait le titre à cinq reprises ou au moins trois fois consécutivement, elle se verrait remettre une réplique du trophée à l'identique. Jusqu'à présent, aucune nation n'a rempli ces conditions.[réf. nécessaire]
La coupe a la forme d'une amphore grecque. Sur le trophée original de 1960, était gravée la reproduction d'une partie d'un bas-relief antique grec datant du IVe siècle av. J.-C., représentant un jeune homme tenant un ballon (le bas-relief est exposé au Musée archéologique d'Athènes).
Depuis l'édition 2008, une nouvelle version du trophée, plus grande et sans socle, est décernée à chaque vainqueur.[réf. nécessaire] La base en argent du nouveau trophée a été élargie afin de le rendre plus stable. Par ailleurs, les noms des vainqueurs qui apparaissait sur le socle sont désormais gravés au dos du trophée, qui pèse 8kg et mesure 60cm de haut. C'est Iker Casillas qui a brandi pour la première fois la nouvelle version du trophée.

## Palmarès

### Résultats
| Édition | Année | Vainqueur                | Score                       | Finaliste            | Troisième (ou demi-finalistes depuis 1984) |
| ------- | ----- | ------------------------ | --------------------------- | -------------------- | ------------------------------------------ |
| 1re     | 1960  | Union soviétique         | 2 - 1 (a.p.)                | Yougoslavie          | Tchécoslovaquie                            |
| 2e      | 1964  | Espagne                  | 2 - 1                       | Union soviétique     | Hongrie                                    |
| 3e      | 1968  | Italie                   | 1 - 1 (a.p.) 2 - 0 (rejoué) | Yougoslavie          | Angleterre                                 |
| 4e      | 1972  | Allemagne de l'Ouest     | 3 - 0                       | Union soviétique     | Belgique                                   |
| 5e      | 1976  | Tchécoslovaquie          | 2 - 2 (a.p.) (5 - 3 t.a.b.) | Allemagne de l'Ouest | Pays-Bas                                   |
| 6e      | 1980  | Allemagne de l'Ouest (2) | 2 - 1                       | Belgique             | Tchécoslovaquie                            |
| 7e      | 1984  | France                   | 2 - 0                       | Espagne              | Portugal Danemark                          |
| 8e      | 1988  | Pays-Bas                 | 2 - 0                       | Union soviétique     | Allemagne de l'Ouest Italie                |
| 9e      | 1992  | Danemark                 | 2 - 0                       | Allemagne            | Suède Pays-Bas                             |
| 10e     | 1996  | Allemagne (3)            | 2 - 1 (a.p.)                | Tchéquie             | France Angleterre                          |
| 11e     | 2000  | France (2)               | 2 - 1 (a.p.)                | Italie               | Portugal Pays-Bas                          |
| 12e     | 2004  | Grèce                    | 1 - 0                       | Portugal             | Pays-Bas Tchéquie                          |
| 13e     | 2008  | Espagne (2)              | 1 - 0                       | Allemagne            | Turquie Russie                             |
| 14e     | 2012  | Espagne (3)              | 4 - 0                       | Italie               | Portugal Allemagne                         |
| 15e     | 2016  | Portugal                 | 1 - 0 (a.p.)                | France               | Pays de Galles Allemagne                   |
| 16e     | 2020  | Italie (2)               | 1 - 1 (a.p.) (3 - 2 t.a.b.) | Angleterre           | Espagne Danemark                           |
| 17e     | 2024  | Espagne (4)              | 2 - 1                       | Angleterre           | France Pays-Bas                            |
| 18e     | 2028  | Compétition à venir      | Compétition à venir         | Compétition à venir  | Compétition à venir                        |
| 19e     | 2032  | Compétition à venir      | Compétition à venir         | Compétition à venir  | Compétition à venir                        |

### Résumé par nation
- UEFA[22]

Le tableau suivant présente le bilan par nation ayant atteint au moins une fois le dernier carré.
| Rang | Équipe           | Vainqueur | Finaliste | Troisième (ou demi-finaliste depuis 1984) | Éditions gagnées       | Éditions perdues | Participations |
| ---- | ---------------- | --------- | --------- | ----------------------------------------- | ---------------------- | ---------------- | -------------- |
| 1    | Espagne          | 4         | 1         | 1                                         | 1964, 2008, 2012, 2024 | 1984             | 11             |
| 2    | Allemagne        | 3         | 3         | 3                                         | 1972, 1980, 1996       | 1976, 1992, 2008 | 13             |
| 3    | Italie           | 2         | 2         | 1                                         | 1968, 2020             | 2000, 2012       | 10             |
| 4    | France           | 2         | 1         | 2                                         | 1984, 2000             | 2016             | 10             |
| 5    | Union soviétique | 1         | 3         | 1                                         | 1960                   | 1964, 1972, 1988 | 6              |
| 6    | Portugal         | 1         | 1         | 3                                         | 2016                   | 2004             | 8              |
| 7    | Pays-Bas         | 1         | -         | 5                                         | 1988                   |                  | 10             |
| 8    | Tchéquie         | 1*        | 1         | 3                                         | 1976                   | 1996             | 11             |
| 8    | Danemark         | 1         | -         | 2                                         | 1992                   |                  | 9              |
| 10   | Grèce            | 1         | -         | -                                         | 2004                   |                  | 4              |
| 11   | Angleterre       | -         | 2         | 2                                         | -                      | 2020, 2024       | 10             |
| 12   | Yougoslavie      | -         | 2         | -                                         | -                      | 1960, 1968       | 6              |
| 13   | Belgique         | -         | 1         | 1                                         | -                      | 1980             | 6              |
| 15   | Suède            | -         | -         | 1                                         | -                      |                  | 7              |
| 15   | Turquie          | -         | -         | 1                                         | -                      |                  | 5              |
| 15   | Hongrie          | -         | -         | 1                                         | -                      |                  | 4              |
| 15   | Pays de Galles   | -         | -         | 1                                         | -                      |                  | 2              |

- *en tant que Tchécoslovaquie

### Classement historique
Le système utilisé dans le Championnat d'Europe jusqu'en 1992 était de 2 points pour une victoire et de 3 points pour une victoire à partir de 1996. Dans ce classement, 2 points sont attribués pour une victoire, 1 pour un match nul et 0 pour une défaite. Selon la convention statistique dans le football, les matchs décidés en prolongation sont comptés comme des victoires et des défaites, tandis que les matchs décidés par des tirs au but sont comptés comme des matchs nuls. Les équipes sont classées par total de points, puis par différence de buts, puis par buts marqués.
Classement mis à jour le 14 juiillet 2024.,
| Rang | Equipe               | Pts(*) | J  | G  | N  | P  | BP | BC | +/- | Participations |
| ---- | -------------------- | ------ | -- | -- | -- | -- | -- | -- | --- | -------------- |
| 1    | Espagne              | 75     | 53 | 28 | 15 | 10 | 83 | 46 | +37 | 12             |
| 2    | Allemagne            | 75     | 58 | 30 | 14 | 14 | 89 | 59 | +30 | 14             |
| 3    | Italie               | 63     | 49 | 22 | 19 | 8  | 55 | 36 | +19 | 11             |
| 4    | France               | 62     | 49 | 23 | 15 | 11 | 73 | 53 | +20 | 11             |
| 5    | Pays-Bas             | 57     | 45 | 23 | 9  | 13 | 75 | 48 | +27 | 10             |
| 6    | Portugal             | 54     | 44 | 21 | 12 | 11 | 61 | 41 | +20 | 9              |
| 7    | Angleterre           | 51     | 44 | 17 | 16 | 11 | 57 | 42 | +15 | 11             |
| 8    | Tchéquie             | 38     | 40 | 15 | 8  | 17 | 51 | 52 | -1  | 11             |
| 9    | Russie               | 33     | 36 | 13 | 7  | 16 | 40 | 52 | -12 | 12             |
| 10   | Danemark             | 29     | 37 | 10 | 9  | 18 | 44 | 54 | -10 | 10             |
| 11   | Belgique             | 27     | 26 | 12 | 3  | 11 | 33 | 30 | +3  | 7              |
| 12   | Croatie              | 26     | 25 | 9  | 8  | 8  | 33 | 34 | -1  | 7              |
| 13   | Suisse               | 22     | 23 | 5  | 11 | 7  | 24 | 28 | -4  | 6              |
| 14   | Suède                | 21     | 24 | 7  | 7  | 10 | 30 | 28 | +2  | 7              |
| 15   | Slovaquie            | 17     | 19 | 6  | 5  | 8  | 21 | 28 | -7  | 6              |
| 16   | Turquie              | 17     | 23 | 7  | 2  | 14 | 22 | 38 | -16 | 6              |
| 17   | Grèce                | 13     | 16 | 5  | 3  | 8  | 14 | 20 | -6  | 4              |
| 18   | Pologne              | 12     | 17 | 2  | 8  | 7  | 14 | 21 | -7  | 5              |
| 19   | Pays de Galles       | 11     | 10 | 5  | 1  | 4  | 13 | 12 | +1  | 2              |
| 20   | Autriche             | 10     | 14 | 4  | 2  | 8  | 14 | 18 | -4  | 4              |
| 21   | Hongrie              | 10     | 14 | 3  | 4  | 7  | 16 | 25 | -9  | 4              |
| 22   | Roumanie             | 10     | 20 | 2  | 6  | 12 | 14 | 27 | -13 | 6              |
| 23   | Serbie               | 10     | 17 | 3  | 4  | 10 | 24 | 47 | -23 | 6              |
| 24   | Ukraine              | 9      | 14 | 4  | 1  | 9  | 10 | 23 | -13 | 4              |
| 25   | Écosse               | 7      | 12 | 2  | 3  | 7  | 7  | 17 | -10 | 4              |
| 26   | Islande              | 6      | 5  | 2  | 2  | 1  | 8  | 9  | -1  | 1              |
| 27   | Slovénie             | 6      | 7  | 0  | 6  | 1  | 6  | 7  | -1  | 2              |
| 28   | République d'Irlande | 6      | 10 | 2  | 2  | 6  | 6  | 17 | -11 | 3              |
| 29   | Norvège              | 3      | 3  | 1  | 1  | 1  | 1  | 1  | 0   | 1              |
| 30   | Géorgie              | 3      | 4  | 1  | 1  | 2  | 5  | 8  | -3  | 1              |
| 31   | Albanie              | 3      | 6  | 1  | 1  | 4  | 4  | 8  | -4  | 2              |
| 32   | Bulgarie             | 3      | 6  | 1  | 1  | 4  | 4  | 13 | -9  | 2              |
| 33   | Irlande du Nord      | 2      | 4  | 1  | 0  | 3  | 2  | 3  | -1  | 1              |
| 34   | Finlande             | 2      | 3  | 1  | 0  | 2  | 1  | 3  | -2  | 1              |
| 35   | Lettonie             | 1      | 3  | 0  | 1  | 2  | 1  | 5  | -4  | 1              |
| 36   | Macédoine du Nord    | 0      | 3  | 0  | 0  | 3  | 2  | 8  | -6  | 1              |

(*) Victoire = 2 points, nul = 1 point (y compris pour les matchs conclus par une séance de tirs au but), défaite = 0 point.

### Records et récompenses individuels

#### Récompenses individuelles
| Année | No  | Meilleurs buteurs (Buts)                                                                       | Meilleurs passeurs (Passes)                                | Meilleurs jeunes joueurs | Meilleur joueur      | Sélectionneur vainqueur |
| ----- | --- | ---------------------------------------------------------------------------------------------- | ---------------------------------------------------------- | ------------------------ | -------------------- | ----------------------- |
| 1960  | 1er | François Heutte Valentin Ivanov Viktor Ponedelnik Milan Galić (2)                              | -                                                          | -                        | Viktor Ponedelnik    | Gavriil Kachalin        |
| 1964  | 2e  | Jesús María Pereda Ferenc Bene Dezső Novák (2)                                                 | -                                                          | -                        | Luis Suárez          | José Villalonga         |
| 1968  | 3e  | Dragan Džajić (2)                                                                              | -                                                          | -                        | Dino Zoff            | Ferruccio Valcareggi    |
| 1972  | 4e  | Gerd Müller (4)                                                                                | -                                                          | -                        | Gerd Müller          | Helmut Schön            |
| 1976  | 5e  | Dieter Müller (4)                                                                              | -                                                          | -                        | Antonín Panenka      | Václav Ježek            |
| 1980  | 6e  | Klaus Allofs (3)                                                                               | -                                                          | -                        | Horst Hrubesch       | Josef Derwall           |
| 1984  | 7e  | Michel Platini (9)                                                                             | -                                                          | -                        | Michel Platini       | Michel Hidalgo          |
| 1988  | 8e  | Marco van Basten (5)                                                                           | -                                                          | -                        | Marco van Basten     | Rinus Michels           |
| 1992  | 9e  | Karl-Heinz Riedle Henrik Larsen Dennis Bergkamp Tomas Brolin (3)                               | -                                                          | -                        | Peter Schmeichel     | Richard Møller Nielsen  |
| 1996  | 10e | Alan Shearer (5)                                                                               | -                                                          | -                        | Matthias Sammer      | Berti Vogts             |
| 2000  | 11e | Patrick Kluivert Savo Milošević (5)                                                            | -                                                          | -                        | Zinédine Zidane      | Roger Lemerre           |
| 2004  | 12e | Milan Baroš (5)                                                                                | Karel Poborský (4)                                         | -                        | Theodoros Zagorakis  | Otto Rehhagel           |
| 2008  | 13e | David Villa (4)                                                                                | Wesley Sneijder Cesc Fàbregas Hamit Altıntop (3)           | -                        | Xavi                 | Luis Aragonés           |
| 2012  | 14e | Fernando Torres Mario Gómez Mario Mandžukić Mario Balotelli Cristiano Ronaldo Alan Dzagoev (3) | Andreï Archavine Steven Gerrard Mesut Özil David Silva (3) | -                        | Andrés Iniesta       | Vicente del Bosque      |
| 2016  | 15e | Antoine Griezmann (6)                                                                          | Eden Hazard Aaron Ramsey (4)                               | Renato Sanches           | Antoine Griezmann    | Fernando Santos         |
| 2020  | 16e | Cristiano Ronaldo Patrik Schick (5)                                                            | Steven Zuber (4)                                           | Pedri                    | Gianluigi Donnarumma | Roberto Mancini         |
| 2024  | 17e | Jamal Musiala Georges Mikautadze Dani Olmo Harry Kane Cody Gakpo Ivan Schranz (3)              | Lamine Yamal (4)                                           | Lamine Yamal             | Rodri                | Luis de la Fuente       |

#### Records de participations
| Éditions       | Joueur                 | Équipe    | Années                             |
| -------------- | ---------------------- | --------- | ---------------------------------- |
| 6 (1 joueur)   | Cristiano Ronaldo      | Portugal  | 2004, 2008, 2012, 2016, 2020, 2024 |
|                |                        |           |                                    |
| 5 (4 joueurs)  | Iker Casillas          | Espagne   | 2000, 2004, 2008, 2012, 2016       |
| 5 (4 joueurs)  | Pepe                   | Portugal  | 2008, 2012, 2016, 2020, 2024       |
| 5 (4 joueurs)  | Luka Modrić            | Croatie   | 2008, 2012, 2016, 2020, 2024       |
| 5 (4 joueurs)  | Rui Patrício           | Portugal  | 2008, 2012, 2016, 2020, 2024       |
|                |                        |           |                                    |
| 4 (31 joueurs) | Lothar Matthäus        | Allemagne | 1980, 1984, 1988, 2000             |
| 4 (31 joueurs) | Peter Schmeichel       | Danemark  | 1988, 1992, 1996, 2000             |
| 4 (31 joueurs) | Aron Winter            | Pays-Bas  | 1988, 1992, 1996, 2000             |
| 4 (31 joueurs) | Alessandro Del Piero   | Italie    | 1996, 2000, 2004, 2008             |
| 4 (31 joueurs) | Lilian Thuram          | France    | 1996, 2000, 2004, 2008             |
| 4 (31 joueurs) | Edwin van der Sar      | Pays-Bas  | 1996, 2000, 2004, 2008             |
| 4 (31 joueurs) | Olof Mellberg          | Suède     | 2000, 2004, 2008, 2012             |
| 4 (31 joueurs) | Tomáš Rosický          | Tchéquie  | 2000, 2004, 2012, 2016             |
| 4 (31 joueurs) | Igor Akinfeïev         | Russie    | 2004, 2008, 2012, 2016             |
| 4 (31 joueurs) | Gianluigi Buffon       | Italie    | 2004, 2008, 2012, 2016             |
| 4 (31 joueurs) | Petr Čech              | Tchéquie  | 2004, 2008, 2012, 2016             |
| 4 (31 joueurs) | Zlatan Ibrahimović     | Suède     | 2004, 2008, 2012, 2016             |
| 4 (31 joueurs) | Andreas Isaksson       | Suède     | 2004, 2008, 2012, 2016             |
| 4 (31 joueurs) | Kim Källström          | Suède     | 2004, 2008, 2012, 2016             |
| 4 (31 joueurs) | Jaroslav Plašil        | Tchéquie  | 2004, 2008, 2012, 2016             |
| 4 (31 joueurs) | Lukas Podolski         | Allemagne | 2004, 2008, 2012, 2016             |
| 4 (31 joueurs) | Bastian Schweinsteiger | Allemagne | 2004, 2008, 2012, 2016             |
| 4 (31 joueurs) | Darijo Srna            | Croatie   | 2004, 2008, 2012, 2016             |
| 4 (31 joueurs) | Giorgio Chiellini      | Italie    | 2008, 2012, 2016, 2020             |
| 4 (31 joueurs) | Andreas Granqvist      | Suède     | 2008, 2012, 2016, 2020             |
| 4 (31 joueurs) | Sebastian Larsson      | Suède     | 2008, 2012, 2016, 2020             |
| 4 (31 joueurs) | Steve Mandanda         | France    | 2008, 2012, 2016, 2020             |
| 4 (31 joueurs) | João Moutinho          | Portugal  | 2008, 2012, 2016, 2020             |
| 4 (31 joueurs) | Toni Kroos             | Allemagne | 2012, 2016, 2020, 2024             |
| 4 (31 joueurs) | Thomas Müller          | Allemagne | 2012, 2016, 2020, 2024             |
| 4 (31 joueurs) | Ivan Perišić           | Croatie   | 2012, 2016, 2020, 2024             |
| 4 (31 joueurs) | Domagoj Vida           | Croatie   | 2012, 2016, 2020, 2024             |
| 4 (31 joueurs) | Olivier Giroud         | France    | 2012, 2016, 2020, 2024             |
| 4 (31 joueurs) | Robert Lewandowski     | Pologne   | 2012, 2016, 2020, 2024             |
| 4 (31 joueurs) | Wojciech Szczęsny      | Pologne   | 2012, 2016, 2020, 2024             |
| 4 (31 joueurs) | Andriy Yarmolenko      | Ukraine   | 2012, 2016, 2020, 2024             |

En nombre de matchs joués, Cristiano Ronaldo détient seul le record avec 25 matchs joués.

#### Records de buteurs
| Buts | Joueurs             | Équipe     | Détails par édition                                   |
| ---- | ------------------- | ---------- | ----------------------------------------------------- |
| 14   | Cristiano Ronaldo   | Portugal   | 2 en 2004, 1 en 2008, 3 en 2012, 3 en 2016, 5 en 2020 |
| 9    | Michel Platini      | France     | 9 en 1984                                             |
| 7    | Alan Shearer        | Angleterre | 5 en 1996, 2 en 2000                                  |
| 7    | Harry Kane          | Angleterre | 4 en 2020, 3 en 2024                                  |
| 7    | Antoine Griezmann   | France     | 6 en 2016, 1 en 2020                                  |
| 7    | Álvaro Morata       | Espagne    | 3 en 2016, 3 en 2020, 1 en 2024                       |
| 6    | Patrick Kluivert    | Pays-Bas   | 1 en 1996, 5 en 2000                                  |
| 6    | Nuno Gomes          | Portugal   | 4 en 2000, 1 en 2004, 1 en 2008                       |
| 6    | Thierry Henry       | France     | 3 en 2000, 2 en 2004, 1 en 2008                       |
| 6    | Ruud van Nistelrooy | Pays-Bas   | 4 en 2004, 2 en 2008                                  |
| 6    | Zlatan Ibrahimović  | Suède      | 2 en 2004, 2 en 2008, 2 en 2012                       |
| 6    | Wayne Rooney        | Angleterre | 4 en 2004, 1 en 2012, 1 en 2016                       |
| 6    | Romelu Lukaku       | Belgique   | 2 en 2016, 4 en 2020                                  |
| 6    | Robert Lewandowski  | Pologne    | 1 en 2012, 1 en 2016, 3 en 2020, 1 en 2024            |
| 6    | Patrik Schick       | Tchéquie   | 5 en 2020, 1 en 2024                                  |

- Nombre en gras, les joueurs finissant meilleur buteur de l'édition.